# Francisco do Congo
Francisco (1500-1545) foi um manicongo do Reino do Congo em um breve período de 1545.

## Biografia
Francisco é sobrinho de Pedro I, portanto neto de Afonso I por meio de sua mãe. Ele sucedeu a Pedro I quando este foi deposto do trono.

Ele teria sido tão zeloso quanto seus dois predecessores pela pregação da fé cristã e pela extinção das crenças tradicionais. Porém, seu reinado foi breve, ainda em 1545, o rei faleceu e foi substituído por seu irmão Diogo, cujo primeiro documento conhecido data de 15 de agosto de 1546.